# كلير جاكوبس
كلير جاكوبس (بالإنجليزية: Charles Jacobs)‏ هو منافس ألعاب قوى أمريكي، ولد في 18 فبراير 1886 في ماديسون في الولايات المتحدة، وتوفي في 21 فبراير 1971 في ديترويت في الولايات المتحدة.

## وصلات خارجية
- كلير جاكوبس على موقع أوليمبيديا (الإنجليزية)